# Kasteel van Frontenay
Het Kasteel van Frontenay (Frans: Château de Frontenay) is een kasteel in de Franse gemeente Frontenay. Het kasteel is een beschermd historisch monument sinds 1991.